# Dnevnik (književnost)
Dnevnik je zbirka osebnih zapisov, ki so urejeni v časovnem zaporedju. Posamezni zapisi poročajo o dogodkih v določenem obdobju (navadno v enem dnevu, lahko tudi v krajšem ali daljšem časovnem intervalu: npr. v delu dneva, v tednu, mesecu ipd.) Vsebina zapisanega je raznolika: lahko gre za beleženje opažanj, poslovnih izkušenj, znanstvenih opazovanj in dognanj ali pa gre za zapis osebnih pripetljajev in subjektivnih stališč, ki so lahko refleksivne in emocionalne narave. 

## Pojmi, ki jih označuje izraz dnevnik
1. Zasebni dnevnik, ki prvotno ni namenjen objavi in je last enega ali več (npr. v krogu prijateljev in družine) vpisovalcev. Svetovno znan primer je dnevnik trinajstletne židinje Anne Frank, napisan v času 2. svetovne vojne.
2. Dnevnik kot polliterarna oblika, katere vsebino sestavljajo avtobiografski zapiski, osnutki za načrtovana literarna dela, kritika literarnih del, subjektivne refleksije družbenega dogajanja ipd.  Od zasebnega dnevnika se loči po tem, da je pisan z namenom, da se v prihodnosti objavi. Primer tovrstnih politerarnih besedil predstavljajo pisateljski dnevniki, ki s svojo vsebino predstavljajo pomemben literarnozgodovinski vir. 
Pomembnejši tuji pisatelji, katerih dnevniki so bili izdani: F. Kafka, T. Mann, R. Muil, A. Gide, A. Camus, W. Gombrowicz, F. M. Dostojevski: Dnevnik pisatelja, A. Srindberg: Inferno, J. W. Goethe: Italijansko potovanje  in slovenski pisatelji: Fran Levstik, Slavko Grum, Edvard Kocbek, Alojz Rebula, Vladimir Bartol idr.
3. Fiktivni dnevnik, ki je literarni žanr in označuje dnevniško obliko fiktivnega zapisa.

## Dnevniku sorodni vrsti

### Memoar in avtobiografija
Tako kot dnevnik tudi memoar in  avtobiografija vsebujeta zapise osebnih doživljajev, opise dogodkov, občutij in razmišljanj. Večinoma pišeta o dogodkih v pozni preteklosti, dnevnik pa se, kljub številnim retrospektivam, z vsakim novim vpisom vedno znova vrača v sedanjost. Od dnevnika se razlikujeta po večjem poudarjanju javnih in historičnih dogodkov, piščevim notranjim vzgibom in duševnemu stanju pa ne posvečata veliko pozornosti in se jih lotevata le površinsko. 
V memoarih je tako opazen največji poudarek na pomembnih historičnih dogodkih in morebitni piščevi vlogi v njih. Avtobiografija pa se kot opis razvojne poti avtorjevega življenja ne ukvarja toliko z zasebnimi doživljanji in daje bistveno večjo težo javnim dogodkom.  

## Zgodovina
Prve predhodnike dnevniške oblike najdemo v starem veku. Asirski koledarji so vsebovali  opombe o vremenskih pojavih, cenah na trgu, nivoju vode, vremenu in podobna opažanja, ki so jih sproti beležili. Prav tako so za predhodnike dnevniških oblik označeni zapisi v listinah babilonskih vladarjev, poročila rimskih cesarjev, pisni viri, ki opisujejo in razlagajo sanje pišočega ter zapisi v različnih kronikah in popisih, za tedanje čase nenavadnih pojavov.
Pisanje dnevnikov, kot jih poznamo danes, se je začelo razvijati od renesanse dalje. Zapisovalci preteklih dogodkov niso več samo popisovali, ampak so vanje začeli vnašati lastno mnenje in začeli zavzemati subjektivno stališče do opisovane situacije. V dnevniku so začeli popisovati svoje strahove, upe, kritike družbe in eksistencialna vprašanja, brez namena, da bi te zapise v prihodnosti objavili. Kljub temu, da so v teh besedilih že vidni subjektivni odzivi na takratne družbene spremembe, so zapisi še vedno najbolj podobni kronikalnim dnevnikom, v katerih ima opazovanje prednost pred poglobljenim razmislekom. Eden prvih tovrstnih primerov je anonimni dnevnik Journal d'un bourgeois de Paris, delo neznanega Parižana, nastalo med letoma 1405 in 1449. Znani pisci tovrstnih dnevnikov,  nastalih od 14. do 17. stoletja, so še: Buonaccorso Pitti, Gregorio Dati in Marino Sanuto mlajši. 
Med pomembne dnevnike 17. stoletja velja uvrstiti dnevnik angleškega politika in pisatelja Samuela Pepysa, ki je nastajal od 1. januarja 1660 do maja 1669. Dnevnik še zdaj velja za pomemben dokument, ki priča o takratnem  londonskem življenju in političnem dogajanju. 
V 18. stoletju je dnevnik, poleg pisma, postal značilna forma sentimentalnega romanopisja. Postal je ena izmed popularnejših oblik, ki so se je posluževali pisci sentimentalnega romana, saj so se ustvarjalci prek izbire dnevniške oblike lažje približali bralcu, z obliko dnevnika so pri bralcu hitreje dosegli učinek pristnost, avtentičnosti in verjetnost pripovedi, hkrati pa jim je oblika dnevnika omogočala lažje razgaljanje junakovega notranjega občutja. Medtem ko se je tradicionalni roman oklepal bolj pompozne in klišejske retorike, se je sentimentalni začel bližati pogovornem jeziku, pravila klasicističnega kanona ga niso več utesnjevala, pozornost pa se je od javnih zadev usmerila v zasebnost, v svet človekove duševnosti, za kar je bila oblik dnevniškega zapisa nadvse prikladna.
Od konca 19. stoletja, vse do 2. svetovne vojne, je priljubljenost branja in pisanja dnevnikov naraščala. Evropske založbe so tiskale številne fiktivne dnevnike, med bralstvom so postali popularni tudi dnevniki pisateljev. Med starejšimi priljubljenimi dnevniki sta bila predvsem Rousseaujev dnevnik in čez 14.000 obsežen dnevnik H. F. Amiela. Za takrat novejše in pomembnejše dnevnike so veljali Strindbergov, Rilkejev, Nietzschejev, Wagnerjev, Tolstojev, R. F. Scottov dnevnik in drugi. Pisateljski dnevniki so za tisti čas ponujali prav posebno vrsto bralnega doživetja, saj so odsevali takratne družbene, kulturne in politične razmere. Vsebovali so lahko avtobiografske zapiske, opombe, kritike literarnih del in osnutke za načrtovana dela. Predstavljali so tudi pomemben literarnozgodovinski vir za preučevanje pisateljskih življenj in vzgibov za nastanek njihove literature.

## Fiktivni dnevnik
Fiktivni dnevnik je literarni žanr oziroma umetniška oblika fiktivnega zapisa, katere osnovna pripovedna strategija je dnevniški zapis, za katerega je značilen prvoosebni pripovedovalec. Lahko gre za kratkoprozni tekst zapisan v dnevniški obliki: dnevniška črtica, kratka zgodba v formi dnevnika, ipd. Dnevniška oblika je lahko vključena v katero koli drugo obliko žanrskega teksta ali pa prehaja v posebno obliko dnevniškega romana. 

### Razmerje med dejanskim in fiktivnim dnevnikom
Pod oznako dejanski dnevnik spadajo vsi tisti dnevniški zapisi, ki jih je pisala dejanska oseba in prvotno niso bili namenjeni objavi. Pri oznaki fiktivni dnevnik pa že sam izraz fiktivno nakazuje na nekaj, kar ni realno. Pisatelj fiktivnega dnevnika le simulira dnevniško obliko. Izjave v tekstu oblikuje oseba, ki ni realna, ampak izmišljena, fiktivna. Literarni zgodovinar Lado Kralj za primer navaja Grumov fiktivni dnevnik Podgane, ki ga piše nedejanska oseba, lik Jakob Sabajev, ki ga povsod preganjajo in grizejo podgane. Poleg nenavadnega zasledovanja podgan, ga iščejo tudi možje s pogrebnega zavoda, z namenom da bi ga pokopali. Da je Grumov dnevnik fiktiven, je očitno, tako zaradi drugega imena pisca (Jakob Sabajev) kot tudi zaradi fiktivnega in nadnaravnega dogajanja. Vendar pa je kljub fiktivnemu dogajanju v tem dnevniku mogoče najti določene podatke, ki se delno prekrivajo z resničnim Grumovim življenjem (npr. strah pred podganami, fobije pred smradom). Prav kakor  je mogoče v fiktivnem dnevniku najti določene resnične podatke, pa se tudi dejanski dnevnik, v potrebi po ustvarjanju zgodbe, pogosto deloma fikcionalizira, saj lahko pisec, v želji po ustvarjanju zanimive in avtentične zgodbe, začne delno spreminjati določene resnične pripetljaje.

### Strategije prek katerih se konstruira realnost
Lado Kralj v svojem delu navaja temeljne značilnosti in strategije, prek katerih se v dnevniškem besedilu dosega učinek realnost. Ugotovitve podkrepi s primeri kratke proze med vojnama:
1. Čas Ena pomembnejših značilnosti dnevnika je čas, ki se kljub številnim retrospektivam vedno znova vrača v sedanjost. Po definicija diaristov Jeana Genetta in H. Porter Abbotta je dnevniški čas interkaliran. Izraz v astronomiji pomeni dneve, mesece itd., ki so vrinjeni v prestopno leto, z namenom, da bi se koledar ujemal s sončnim letom. V praksi pisanja dnevnika to  deluje tako, da se pripoved začne v svoji sedanjosti, kar je večinoma označeno z datumom, časovnim prislovom ali kako drugače, kasneje pa preide na bližnjo ali včasih precej oddaljeno. Ko se pripoved zaključi in ji sledi nov zapis, ima ta spet začetek v sedanjosti, ki pa je od prejšnjega zapisa že nekoliko oddaljena. Zgradba dnevnika je torej vedno znova prekinjena in se z vsakim novim vpisom vrača v sedanjost. Na takšen način se oblikuje posebna struktura, ki vzbuja vtis, kot da je tekst napisan spontano in v veliki naglici. 
Za označevanje povratkov v sedanjost je najpogosteje uporabljen datumski način označevanja. Poleg datumskega zapisa je čas pogosto označen tudi s pomočjo časovnih prislovov; danes, zdaj, opoldne, popoldne, ponoči, opolnoči, sinoči ipd.
2. Prostor, v katerem se piše dnevnik Pisci dnevnikov so si podobni v določenih značilnostih, pa čeprav izhajajo iz različnih literarnih obdobji in smeri (npr. v času med vojnama iz pozne moderne, ekspresionizma in novega realizma). H. Porter Abott je v monografiji o fiktivnem dnevniku Diary Fiction: Writing as Action , ugotovil skupne poteze piscev fiktivnih dnevnikih, med katerimi je do 200 let časovne razlike. Te skupne poteze so vezane na prostor pisanja in na pripovedovalčev značaj. Pisec dnevnika sedi v samotni sobi za mizo, soba pa vsebuje vsaj še okno in ogledalo. »To je bedna soba v bedni hiši, ta pa stoji v mestu« (Abbott 15). Da je pisec umeščen v samotno sobico pove veliko o njegovem značaju, saj namiguje na njegovo odtujenost, samotnost in izoliranost od okolja. Slovenski pisci kratke dnevniške proze se deloma vključujejo v ta model; fiktivni dnevniki med vojnama so načeloma postavljeni v urbano okolje, redko v vaško (če dnevnik piše učitelj-ica, npr. Bratko Kreft Vseh mrtvih dan, ali študent na počitnicah npr. Ludvik Mrzel Študent) ali pa, v primerih vojaškega dnevnika, pišejo v kasarnah ali rovih. (Juš Kozak Življenje in smrt, Prežihov Voranc Bajonetni napad, Božični večer v ujetništvu).
3. Tipologije pisca dnevnika Pisec dnevnika je lahko a) »pogubljen« b) resigniran ali c) izhaja iz racionalnega stališča. 
 a) S pogubljenostjo je mišljena predvsem agonija duha, odtujenost, nenehno razmišljanje o samomoru ali visoka stopnja duševne vznemirjenosti. Pisec postaja blazen, v svojih razmišljanji pogosto opisuje stopnjo groze, ki jo doživlja in sam sebe vprašuje »Ali bom zblaznel? Samo zblazneti ne, samo tega ne!« Tak je pripovedovalec v Mrzelovi črtici Peter Gradar, v Grumovi Tju, ali v Dornikovi Obtožnici. 
b) Pripovedovalec oz. pisec dnevnika se iz skrajne duševne vznemirjenosti začne zatekati v resignacijo, česar pogosta posledica je sentimentalnost in melanholija. Npr. pripovedovalci v Mrzelovih dnevniških črticah (Študent, Inženir, Kanarčki, Koledarček) pogosto jokajo, s čimer je izražen njihov odnos do neznosnega stanja v svetu. 
c) Tisti, ki do vira strahu in groze vzpostavijo racionalno stališče, spadajo v tretjo tipologijo. Najpogosteje so to zapisovalci vojaških dnevnikov. Pisci, kljub travmatični izkušnji, skušajo ohraniti distanco do brezizhodne situacije. Zaradi potrebe po preživetju skušajo strah obvladovati  in ostati stvarni. Podobno atmosfero je mogoče najti v Majcnovi črtici Trenutek življenja, s podnaslovom Zapisek zasutega rudarja; pisec se zaveda brezizhodnega položaja, ve, da se iz zasutega jarka ne bo uspel rešiti in čaka le še na smrt.

### Fiktivni dnevnik v slovenskem literarnem prostoru
Dnevniški zapis kot pripovedno strategijo je uporabila že  Luiza Pesjakova – leta 1887 je izšel njen dnevniški roman  Beatin dnevnik, s katerim se je približala sentimentalnemu romanopisju: zgodba je podana le iz perspektive naslovne junakinje, sestavljena je iz sprotnih datiranih zapisov, v katerih je vsak dogodek pospremljen z razmišljanji in čustvenimi izlivi, a za razliko od pravega sentimentalnega romana ne premore podrobnejše analize duševnih stanj, ki je bila eden pomembnejših dosežkov sentimentalnega dnevniškega romana. Kasneje se je oblika dnevnika uporabljala zelo različno, odvisno od avtorja do avtorja, opazna porast uporabe je med obema vojnama, po tem obdobju pa se množičnost te oblike spet nekoliko sprosti. Natančnih raziskav o tem, koliko je v sodobni slovenski literaturi dnevniškega žanra ni.

#### Obdobje med obema vojnama
Poleg pisma je bil dnevnik osnovno forma kratke proze v času med vojnama. Najpogosteje so se v tem obdobju fiktivni dnevniki pojavljali v po obsegu  omejeni rubriki dnevnega časopisa, imenovani  feljton. 
Dnevniške črtice v tem obdobju so pisali:
- Slavko Grum: Prolog, Jaz, Podgane, Čakajoči, Mater, Beli azil, Kaznjenci, Portret dečka s cvetlico v roki, Vrata, Tju, Ljubezen v podstrešju, Spomladi, Izgubljeni sin, Lastni portret
- Ludvik Mrzel: Luč v sobi, Pismo, Študent, Peter Gradar, Inženir, Kanarčki, Koledarček, Prazniki, Pot na morje
- Juš Kozak: Življenje in smrt, Muni, Passer domesticus, Plinska maska
- Avtorji s po eno ali dvema objavljenima dnevniškima črticama: Milena Mohorič, Bratko Kreft, Rudolf Kresal, Prežihov Voranc, Ksaver Meško, Ivan Albreht, Miran Jarc, France Bevk, Bogomir Magajna idr.